# 2. Kanadisches Kabinett
Das 2. Kanadische Kabinett (engl. 2nd Canadian Ministry, franz. 2e conseil des ministres du Canada) regierte Kanada vom 7. November 1873 bis zum 8. Oktober 1878. Dieses von Premierminister Alexander Mackenzie angeführte Kabinett bestand aus Mitgliedern der Liberalen Partei.

## Minister
| Amt                                                                  | Name | Zeitraum |
| -------------------------------------------------------------------- | --- | --- |
| Premierminister                                                      | Alexander Mackenzie                                                                                          | 7. November 1873 – 8. Oktober 1878 |
| Innenminister und General-Superintendent für Indianerangelegenheiten | David Laird Richard William Scott (geschäftsführend) David Mills                                             | 7. November 1873 – 6. Oktober 1876 7. Oktober 1876 – 23. Oktober 1876 24. Oktober 1876 – 8. Oktober 1878                                                                                                 |
| Justizminister und Attorney General                                  | Antoine-Aimé Dorion Albert James Smith (geschäftsführend) Télesphore Fournier Edward Blake Rodolphe Laflamme | 7. November 1873 – 31. Mai 1874 1. Juni 1874 – 7. Juli 1874 8. Juli 1874 – 18. Mai 1875 19. Mai 1875 – 7. Juni 1877 8. Juni 1877 – 8. Oktober 1878                                                       |
| Miliz- und Verteidigungsminister                                     | William Ross William Berrian Vail Alfred Gilpin Jones                                                        | 7. November 1873 – 29. September 1874 30. September 1874 – 20. Januar 1878 21. Januar 1878 – 8. Oktober 1878                                                                                             |
| Finanzminister                                                       | Richard John Cartwright                                                                                      | 7. November 1873 – 8. Oktober 1878 |
| Schatzmeister                                                        | Thomas Coffin                                                                                                | 7. November 1873 – 8. Oktober 1878 |
| Minister für Inlandsteuern                                           | Télesphore Fournier Félix Geoffrion Rodolphe Laflamme Joseph-Édouard Cauchon Wilfrid Laurier                 | 7. November 1873 – 7. Juli 1874 8. Juli 1874 – 8. November 1876 9. November 1876 – 7. Juni 1877 8. Juni 1877 – 7. Oktober 1877 8. Oktober 1877 – 8. November 1878                                        |
| Zollminister                                                         | Isaac Burpee                                                                                                 | 7. November 1873 – 8. Oktober 1878 |
| Seefahrt- und Fischereiminister                                      | Albert James Smith                                                                                           | 7. November 1873 – 8. Oktober 1878 |
| Landwirtschaftsminister                                              | Luc Letellier de Saint-Just Isaac Burpee (geschäftsführend) Charles-Alphonse-Pantaléon Pelletier             | 7. November 1873 – 14. Dezember 1876 15. Dezember 1876 – 25. Januar 1877 26. Januar 1877 – 8. Oktober 1878                                                                                               |
| Postminister                                                         | Donald Alexander Macdonald vakant Télesphore Fournier vakant Lucius Seth Huntington                          | 7. November 1873 – 17. Mai 1875 18. Mai 1875 19. Mai 1875 – 7. Oktober 1875 8. Oktober 1875 9. November 1875 – 8. Oktober 1878                                                                           |
| Minister für staatliche Bauvorhaben                                  | Alexander Mackenzie                                                                                          | 7. November 1873 – 8. Oktober 1878 |
| Staatssekretär für Kanada und Regierungskanzlist                     | David Christie Richard William Scott                                                                         | 7. November 1873 – 8. Januar 1874 9. Januar 1874 – 8. Oktober 1878 |
| Präsident des Kronrates                                              | vakant Lucius Seth Huntington vakant Joseph-Édouard Cauchon Edward Blake vakant                              | 7. November 1873 – 19. Januar 1874 20. Januar 1874 – 8. Oktober 1875 9. Oktober 1875 – 6. Dezember 1875 7. Dezember 1875 – 7. Juni 1877 8. Juni 1877 – 17. Januar 1878 18. Januar 1878 – 8. Oktober 1878 |
| Minister ohne Geschäftsbereich                                       | Edward Blake Richard William Scott                                                                           | 7. November 1873 – 13. Februar 1874 7. November 1873 – 8. Januar 1874 |